# Hulda Garborg
Karen Hulda Garborg (nacida Bergersen, 22 de febrero de 1862 - 5 de noviembre de 1934) fue una novelista, dramaturga, poetisa, bailarina folclórica y profesora de teatro noruega. Estaba casada con el escritor Arne Garborg, y es más conocida por haber contribuido al renacimiento de la tradición bunad dentro del nacionalismo romántico noruego tardío.

## Biografía

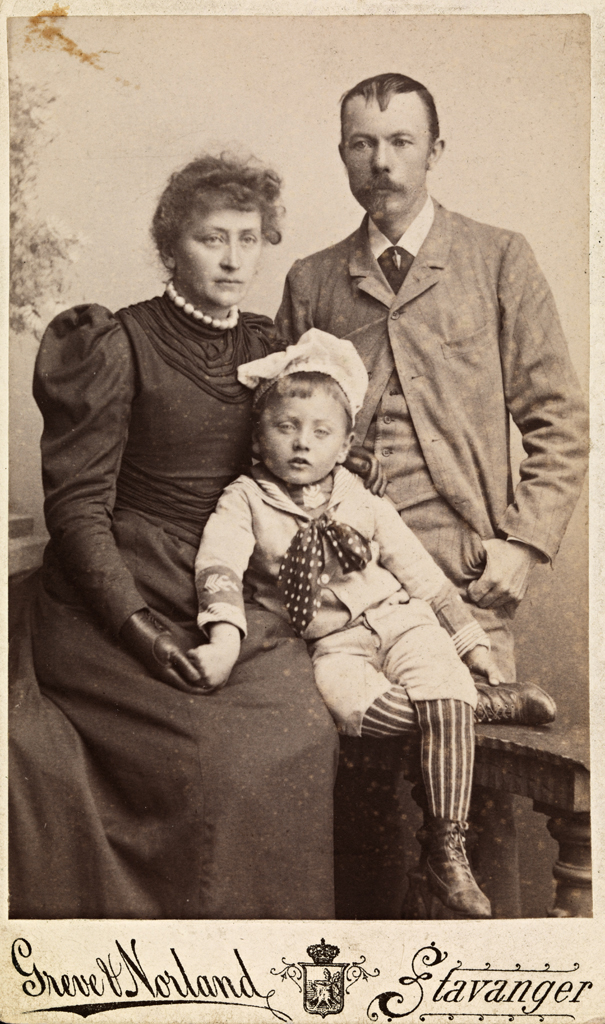
Arne y Hulda Garborg con su hijo (Biblioteca Nacional de Noruega).

Karen Hulda Bergersen nació en una granja de Såstad en Stange, provincia de Hedmark, hija del abogado Christian Frederik Bergersen (1829–1873) y de su esposa Marie Petrine Olsen (1835–1888). Tenía dos hermanas mayores, Martha y Sophie. Sus padres se divorciaron cuando apenas tenía dos años, y se mudó a Hamar con su madre. La familia se trasladaría más adelante a Kristiania, cuando Hulda tenía doce años. A los diecisiete años comenzó a trabajar en una tienda para ayudar a su familia. Durante este período, fue una figura relevante entre los jóvenes radicales de Kristiania. En 1887 contrajo matrimonio con el también escritor Arne Garborg.
La pareja se mudó a Tynset en Østerdalen, donde vivieron durante nueve años en una pequeña cabaña en la granja "Kolbotnen", en las inmediaciones del lago Savalen. Dio a luz a un hijo, Arne, también llamado Tuften, en 1888. Durante la estancia en Kolbotn, la familia frecuentaba  Kristiania, además de pasar largas temporadas en Dießen am Ammersee, Fürstenfeldbruck y Berlín en Alemania. Hulda, su marido y su hijo también pasaron un invierno entero en París. En 1896 abandonaron Tynset y se mudaron a Stokke. En 1897 se trasladaron a Labraaten en Hvalstad, que se convirtió en su hogar definitivo y en el que pasarían sus últimos años de vida. Arne Garborg construiría más tarde su residencia de verano, Knudaheio, en Time. Arne y Hulda están enterrados en Knudaheio.

## Obra
Garborg fue una pionera en áreas como el teatro y la danza folclórica, la cocina, la tradición bunad y los derechos de la mujer.
Publicó artículos sobre cocina tradicional noruega en el periódico escrito en nynorsk Den 17de Mai, los cuales aparecerían más adelante en el libro Heimestell (1899).
Escribió la obra teatral Mødre (1895, representada en el teatro de Kristiania), y las comedias Rationelt Fjøsstell (1896, representada en el teatro de Kristiania y en el de Bergen), Hos Lindelands (1899) y Noahs Ark (1899), así como las tragedias Sovande sorg (1900), Liti Kersti (1903), Edderkoppen (1904, anónima; representada en el Nationaltheatret), Sigmund Bresteson (1908), Under Bodhitræet (1911) y Den store Freden. Fundó Det norske spellaget en 1899, cuya primera representación tuvo lugar en el Eldorado Teater, y fue cofundadora del Det Norske Teatret. Editó el libro de canciones Norske folkevisor en 1903, y publicó el libro Song-Dansen i Nord-Landi, también en 1903, y Norske dansevisur (1913). Escribió el libro Norsk klædebunad (1903), sobre la tradición bunad.
Participaba con frecuencia en los debates contemporáneos como ponente y columnista. Escribió una serie de artículos para revistas y periódicos, entre los que destacan Syn og Segn, Edda, Samtiden, Den 17de Mai, Dagbladet y Verdens Gang. Los libros Kvinden skabt af Manden (Mujer creada por el hombre, 1904) y Fru Evas Dagbog (1905) contribuyeron al debate sobre los derechos de las mujeres.
Su primera novela, Et frit forhold, se publicó de forma anónima en 1892. Su novela Eli (1912) se tradujo al neerlandés en 1915 y al sueco en 1916. Algunas de sus novelas más destacadas son Mot Solen (1915), Gaaden. Efter Præstedatteren Else Marie Lindes Optegnelser (1916), Mens dansen gaar (1920), I huldreskog (1922), Naar heggen blomstrer (1923), Grågubben (1925), Trollheimen (1927), Helenes historie (1929) y Hildring (1931). Garborg publicó las colecciones de poesía Kornmoe (1930) y Symra (1934). Asimismo, editó los diarios de su marido Arne Garborg, publicados póstumamente. Algunas partes seleccionadas de sus propios diarios se publicaron en 1962 con el nombre de Dagbok 1903–1914.
Hulda Garborg también se involucró en política y fue representante del partido progresista Venstre en el ayuntamiento de Asker. Recibió los honores de Dama de Primera Clase de la Orden de San Olaf en 1932.